# 子出藤歩夢
子出藤 歩夢 （ねでふじ あゆむ、1994年（平成6年）4月7日 -）は、日本のスノーボード選手。
北海道小樽市出身。 北海高等学校卒業。日本体育大学卒業。2014年ソチオリンピック日本代表。

## 来歴
2013年、スペインのシエラネバダで行われたスノーボード・ワールドカップハーフパイプ最終戦で83.75点を叩き出しヤンネ・コルピに続く2位となった。
2014年のソチオリンピックではスノーボードの男子ハーフパイプに出場し、予選2組17位（1回目54.50点、2回目28.75点）で予選敗退。総合順位は32位。
2016年のUS OPENではファイナルに進出。
2017年、札幌で行われた2017年アジア冬季競技大会スノーボード男子ハーフパイプに出場しで銅メダルを獲得した。

## 主な成績
- 2009年 全日本スキー選手権大会 HP 2位
- 2013年 スノーボード・ワールドカップ HP 2位
- 2014年 ソチオリンピック HP 32位
- 2015年冬季ユニバーシアード 優勝
- 2017年アジア冬季競技大会 HP 3位